# Bergsgrav (przystanek kolejowy)
Bergsgrav – kolejowy przystanek osobowy w Bergsgrav, w okręgu Trøndelag w Norwegii, jest oddalony od Trondheim o 93,70. 

## Ruch pasażerski
Należy do linii Nordlandsbanen. Jest elementem kolei aglomeracyjnej w Trondheim i obsługuje lokalny ruch do Trondheim S i Steinkjer.  Pociągi odjeżdżają co pół godziny w godzinach szczytu i co godzinę poza szczytem.

## Obsługa pasażerów
Wiata, parking na 15 miejsc, parking rowerowy. Odprawa podróżnych odbywa się w pociągu.